# Haramosh
L'Haramosh. també conegut com a pic Haramosh o Peak 58, és una muntanya que s'alça fins als 7.397 msnm i és la tercera més alta de les muntanyes Rakaposhi-Haramosh, una secció de la gran serralada del Karakoram, al Pakistan.
L'Haramosh es troba uns 65 km a l'est de Gilgit, a la zona centre-sud de les muntanyes Rakaposhi-Haramosh, i s'eleva bruscament sobre les aigües del riu Indus. Uns 18 km al nord s'aixeca el Malubiting (7.458 m).

## Ascensions
L'Haramosh va ser reconegut per primera vegada el 1947 per una expedició suïssa, mentre el 1955 va ser un equip alemany el que va reconèixer la ruta nord-est. El 1957 Tony Streather, John Emery, Bernard Jillot i Rae Culbert, de la Universitat d'Oxford van fer-ne un intent fallit, on moriren Jillot i Culbert. Streather i Emery sobrevisqueren, però patiren importants congelacions. La història fou recollida al llibre The Last Blue Mountain de Ralph Barker.
Finalment l'Haramosh va ser escalat per primera vegada el 4 d'agost de 1958 pels austríacs Heinrich Roiss, Stefan Pauer i Franz Mandl, tot passant per l'Haramosh La i l'aresta est, seguint més o menys la ruta de la tragèdia de 1957.
Segons l'Himalayan Index el cim es va tornar a escalar el 1978 (expedició japonesa per l'aresta oest), 1979 (es desconeix nacionalitat i ruta) i 1988 (expedició polonesa per la cara sud-oest).